# Göktürk
552–657
682–745
Entités précédentes :
- Ruanruan (552)
- Tang (682)

Entités suivantes :
- Tang (657)
- Khazars (VIIe s.)
- Khaganat ouïgour (745)

Les Göktürk (vieux turc : 𐰜𐰇𐰛:𐱅𐰇𐰼𐰰, translittération : Kök Türük, lit. : Turc céleste) ou Tou-kioue chinois : 突厥 ; pinyin : tūjué) était un khanat, gouverné par la maison des Ashina. Ils ont régné sur la Mongolie et l'Asie centrale et sa création a contribué à l'expansion des Turcs vers la mer Caspienne.
Au début du VIIIe siècle, les Turcs ont créé une écriture dite « runique » parce qu'elle ressemble aux runes. On en connaît deux variantes, appelées alphabet de l'Orkhon et alphabet de l'Ienisseï. Ils sont les premiers nomades de l'Asie centrale à avoir laissé des inscriptions. Celles qui ont été rédigées par les Göktürk proviennent de la vallée de l'Orkhon, en Mongolie septentrionale. Le cœur de leur empire s'y trouvait. Des inscriptions de Sibérie méridionale sont attribuables à d'autres peuples turcs. Celles de la vallée de l'Ienisseï, de courtes inscriptions funéraires, ont dû être rédigées par les Kirghizes.
Les Göktürk reçurent des missionnaires bouddhistes, manichéens et nestoriens, mais restèrent majoritairement chamanistes. Ils avaient également une religion impériale, le tengrisme, basée sur la vénération de Tängri, le Dieu-Ciel.
La langue des Göktürk est appelée göktürk ou vieux turc.

## Histoire

### Origines
Les Turcs Bleus sont originaires des monts Altaï. Ils sont connus pour être des vassaux des Ruanruan, peuple qui occupait l'essentiel du territoire de l'actuelle Mongolie. Ils travaillent pour leurs suzerains comme forgerons (en vieux turc « tarqan »).
Le mythe de leurs origines se présente ainsi. Ils étaient un rameau des Xiongnu. Un peuple voisin les extermina, à l'exception d'un jeune garçon. Les soldats ne voulurent pas le tuer, eu égard à son jeune âge, mais ils lui coupèrent les pieds et le jetèrent dans un marais. Là, une louve le nourrit de viande. Comme il s'unit plus tard à elle, elle devint pleine. Le roi ennemi, ayant entendu dire qu'il vivait encore, envoya ses hommes pour le tuer. La louve parvint à se réfugier dans une montagne au nord de Tourfan. Dans celle-ci, il y avait une immense caverne tapissée d'une herbe touffue. La louve donna naissance à dix garçons, qui prirent femmes au-dehors. Leurs descendants se multiplièrent et après plusieurs générations, ils sortirent de la caverne pour s'établir au sud de l'Altaï.
Les souverains Göktürk étaient issus du clan Ashina, dont la présence est attestée pour la première fois en 439. Le Livre des Sui rapporte que cette année-là, le 18 octobre, l'empereur Taiwu de Wei du Nord, a renversé Juqu Mujian de Liang du Nord dans l'est du Gansu, d'où 500 familles Ashina ont fui vers le nord-ouest jusqu'au Khaganat des Rouran dans les environs de Gaochang.
Selon le Livre des Zhou et l'Histoire des dynasties du Nord, les Ashina était une maison aristocratique vassaux de l'empire Xiongnu, plus précisément, « qui s'installèrent le long de la frontière nord de la Chine », selon Edwin G. Pulleyblank.

### Le premier empire
En 552, Bumin battit le dernier khan des Ruanruan, que les Chinois appelaient A-na-kuei. Il s'installa en Mongolie centrale mais mourut un an après. Son fils Mugan (553-572, appelé Muhan par les Chinois) lui succéda en confiant l'aile occidentale de l'empire à Istämi († 576), un frère de Bumin. Ce dernier s'allia avec les Sassanides perses pour combattre les Huns blancs : il donna sa fille en mariage à l'empereur perse Khosro Ier Anushirvan. Après avoir éliminé les Huns Blancs, vers 563, les deux alliés se partagèrent ce qui deviendra ensuite le Turkestan russe, notamment le territoire des Sogdiens, mais ils ne tardèrent pas à se brouiller. Pour prendre les Perses en tenaille, Istämi envoya en 567 un Sogdien en ambassade à Byzance. L'année suivante, le Byzantin Zémarque (Zemarchus) arriva chez Istämi. Malgré les guerres qu'ils menèrent ensemble, jusqu'en 630, les Turcs et les Byzantins ne purent venir à bout des Perses.
L'autorité de Taspar (572-581), le frère cadet et successeur de Mugan, qui régnait en Mongolie avec le titre de qaghan, fut reconnue par les Turcs occidentaux. Ce souverain se convertit au bouddhisme, comme son frère Nivar (581-587, également appelé Ishbara d'après Paul Pelliot). Le yabghu Tardu, fils d'Istämi, rompit avec Nivar et prit le titre de qaghan. Il avait été encouragé par les Chinois, qui désiraient briser l'empire turc. Il y eut désormais deux États, celui des Turcs orientaux en Mongolie, dirigé par Nivar, et celui des Turcs occidentaux dans les Tian Shan et au Kazakhstan oriental, dirigé par Tardu. Un fils de Mugan, connu sous le nom d'Apa qaghan et que les textes chinois appellent Daluobian, se mit à convoiter le trône. Ses intérêts rejoignaient ceux de Tardu, qui désirait aussi abattre Nivar afin de refaire l'unité de l'empire. Pour empêcher cela, les Chinois apportèrent leur soutien à Nivar. Apa qaghan se retourna alors contre Tardu et parvint à prendre sa place. En 585, Tardu demanda l'asile aux Chinois.
À Nivar, succédèrent deux empereurs appelés Chuluohu (587-588) et Yongyulü (588-599) par les Chinois. Le premier captura Apa qaghan, mais les Turcs occidentaux restèrent séparés de leurs frères orientaux. Ils élurent en 587 un qaghan que les Chinois appelaient Nili et dont on ne sait presque rien. Tardu réapparut en 594, lors d'un conflit avec Yongyulü. Il reprit le contrôle des Turcs occidentaux. En 598, il envoya à Constantinople une lettre où il se déclarait qaghan suprême, « grand roi des sept races et maître des sept climats ». Il s'attaqua aux Chinois, mais il fut vaincu en 603, à la suite d'une révolte, et dut se réfugier dans l'actuelle province chinoise du Qinghai, au nord-est du Tibet. On n'entendit plus jamais parler de lui.
À la fin de la dynastie Sui et au début de la dynastie Tang, les Turcs orientaux attaquèrent à leur tour la Chine, en profitant des difficultés intérieures que connaissait ce pays. L'empereur El Qaghan (620-630, appelé Xieli par les Chinois), arriva jusqu'à la capitale Chang'an le 23 septembre 626 avec 100 000 hommes. L'audacieux empereur Taizong des Tang, malgré le peu de moyens dont il disposait, parvint à lui faire rebrousser chemin. Par la suite, Taizong soutint les révoltes de certains aristocrates contre El Qaghan, puis en 630, il envoya ses troupes en Mongolie et captura le qaghan. Dès lors, les Turcs orientaux furent soumis à la Chine.
Après la défaite de Tardu, les Turcs occidentaux étaient restés quelque temps désunis. Ils avaient ensuite retrouvé un roi en la personne de Shigui, puis de son frère, le yabghu Tong (618-630, ce sont leurs noms chinois). Ce dernier fut un puissant souverain, qui étendit son pouvoir jusque sur une partie de l'Afghanistan et de l'Inde du Nord. Le pèlerin chinois et moine bouddhiste, Xuanzang le rencontra dans les Tian Shan, lors de sa pérégrination vers l'Ouest. Quelques mois plus tard, des tribus vassales, les Qarluq, se révoltèrent, et Tong fut tué. Les Turcs occidentaux perdirent de nouveau leur unité. Dans les années 640, les Chinois les évincèrent des riches oasis du bassin du Tarim, sur la Route de la soie, qui se trouvaient juste au sud de leur territoire. En 651, les Turcs occidentaux se rangèrent sous l'autorité d'un qan que les Chinois appelaient Helu. Après avoir obtenu l'appui des Ouïgours, les Chinois se mirent en campagne contre lui et le vainquirent en 657. Pratiquement toute l'Asie centrale tomba aux mains des Chinois.

### Le deuxième empire

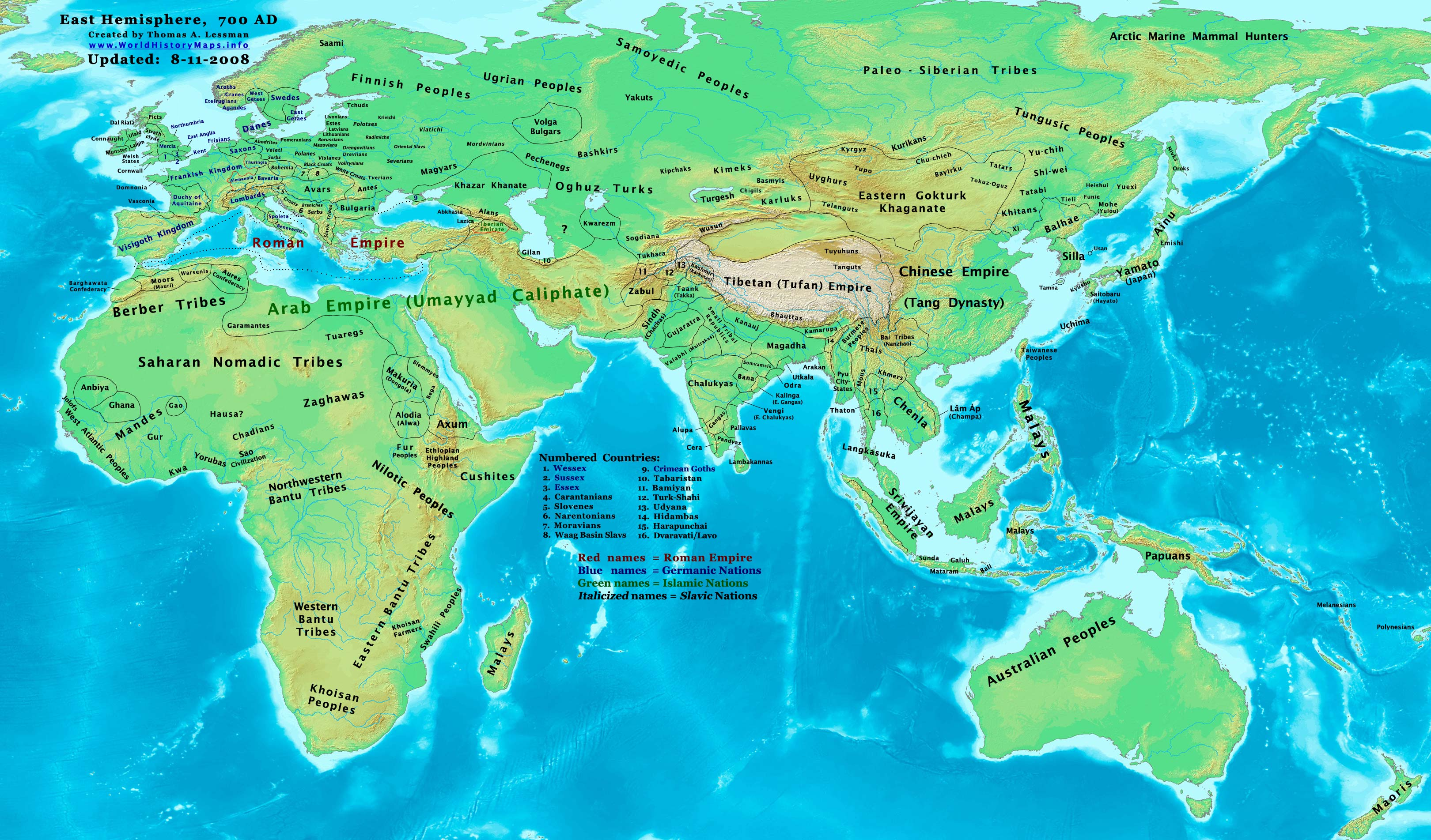
L'Asie vers 700

Le rétablissement de l'empire turc fut l'œuvre d'un dignitaire (chor) qui s'appelait Qutlugh, le Fortuné. Il commença comme un simple aventurier. Au début, selon l'inscription de Köl Tegin (cf. ci-dessous), il n'avait que vingt sept hommes. Il profita du soutien non pas de l'aristocratie turque, mais du peuple, au sein duquel brûlait un fort sentiment nationaliste anti-chinois. Un très habile seigneur (beg) se joignit cependant à lui. Il s'appelait Tonyuquq (ou Toñuquq). C'était un Turc né en Chine et qui avait reçu une éducation chinoise, mais il détestait les Chinois.
À partir de 682, Qutlugh chor se mit à lancer des attaques dévastatrices contre la Chine. Celle-ci était alors gouvernée par un empereur faible, Gaozong, et son influence reculait dans toute l'Asie centrale. Entre 687 et 691, Qutlugh, qui s'était proclamé empereur avec le titre d'Ilterish Qaghan, soumit les Ouïgours et les Neuf Oghuz, d'autres confédérations de tribus turques, et s'installa aux sources de l'Orkhon, dans ce qui avait toujours été et ce qui resterait le cœur des empires des steppes. En Chine, en 683, à la mort de Gaozong, le pouvoir tomba entre les mains de son énergique concubine, Wu Zetian. Si elle parvint à reprendre le bassin du Tarim aux Tibétains vers 692, elle fut impuissante face aux Turcs. Elle fut confrontée au frère cadet d'Ilterish qaghan, qui portait le titre de Qapaghan Qaghan, le qaghan Conquérant (691-716).
Cet empereur fit semblant de défendre la dynastie Tang contre les volontés d'usurpation de Wu Zetian, mais il n'en continua pas moins ses attaques. À chaque fois, les armées chinoises subissaient d'écrasantes défaites et les Turcs ramenaient chez eux un butin fabuleux. En 699, il parvint à soumettre les Turcs occidentaux. Il remporta des victoires contre d'autres peuples turcs et tua même le roi des Kirghiz, qui vivaient sur le cours supérieur de l'Ienisseï en Sibérie méridionale. Le vent commença à tourner en 711, quand Tonyuquq se heurta aux Arabes lors d'un raid en Sogdiane. Il ne revint près de l'Altaï que trois ans plus tard et essaya de prêter main-forte à des troupes qui assiégeaient la ville de Beshbalïq, mais ce fut un échec. Les vassaux des Turcs Bleus, dont les puissants Oghuz, commencèrent alors à se révolter. Qapaghan qaghan fut tué lors d'une campagne contre la tribu des Bayirqu le 22 juillet 716, près de la rivière Tuul qui arrose Oulan-Bator.
Le pouvoir aurait dû revenir au fils aîné d'Ilterish, connu depuis 698 par le titre de shad des Tardush, puis au frère cadet de celui-ci, Köl Tegin (ou Kül Tegin). Tous les deux étaient alors des généraux renommés. Mais suivant la volonté de Qapaghan, ses suivants aidèrent le fils de leur ancien maître, Bögü, à monter sur le trône. Köl Tegin l'assassina, avec le soutien de nombreux aristocrates, et massacra toute la famille de Qapaghan n'épargnant que Tonyuquq. Il plaça ensuite son frère aîné sur le trône. Celui-ci fut appelé Bilgä Qaghan « le qaghan sage » (716-734). Il fallut reconstituer l'empire, qui avait totalement éclaté. Ce fut chose faite en 718. Bilgä Qaghan envisagea ensuite d'attaquer la Chine, qui avait aidé les tribus rebelles. Le problème était que la Chine, alors gouvernée par l'empereur Xuanzong, était en pleine gloire. Pour cette raison, Tonyuquq conseilla à Bilgä Qaghan de proposer plutôt un accord de paix aux Chinois. Méfiants, ceux-ci refusèrent toute négociation et préparèrent une grande offensive. Les Turcs la prévinrent en écrasant l'un de leurs alliés, les Basmil, au nord de Tourfan (il s'agissait apparemment d'un peuple d'origine non turque) puis en attaquant la province chinoise du Gansu. En 721, Xuanzong accepta la proposition de paix. Il est remarquable que les Turcs et les Chinois restèrent fidèles à leurs engagements. En 727, par exemple, Bilgä Qaghan refusa de s'allier avec les Tibétains contre les Chinois.
À la mort de Köl Tegin en 731, son frère fit graver sur une stèle un éloge funèbre qui est resté célèbre. L'empereur sage périt à son tour trois ans plus tard, empoisonné par l'un de ses serviteurs. Deux de ses fils lui succédèrent, Izhan qaghan (734-739) et Tängri qaghan (740-741). À la mort de ce dernier, assassiné par son oncle Qutlugh yabghu, l'empire commença à se désintégrer. Qutlugh, qui usurpa le pouvoir sous le nom d'Özmish qaghan, se heurta immédiatement à la révolte des Basmil, des Ouïgours et des Qarluq, et il fut tué en 744 par les premiers. La famille impériale des Göktürk s'étant réfugiée en 743 en Chine, leur territoire revint aux Ouïgours.

## La civilisation turque

### La société
Comme tous les empires « nomades », celui des Turcs Bleus avait une vocation universelle. Son noyau était constitué par douze maisons aristocratiques dirigées par une empereur, issue de la lignée impérial des Ashina. Les Ouigours étaient constitués en dix maisons aristocratiques dirigées par la dynastique royal des Yaghlakar ; ils vivaient au nord de la Mongolie, originellement le long de la rivière Selenge, tandis que les Turcs Bleus occupaient la partie centrale de ce territoire. Ils sont devenus sujets des Turcs Bleus durant le premier empire. À l'ouest des Turcs Bleus, au Kazakhstan, se trouvaient les Toghuz-Oghuz, c'est-à-dire les « Neuf oghouzes ». Ils formaient une population plus nombreuse que les Turcs Bleus eux-mêmes, mais qui était moins unie. Deux autres confédérations turques, celles des Qarluq et des Basmil, ont également joué un rôle dans l'empire turc.
Les roitelets s'appelait l'irkin. Les royaumes étaient dirigés par des elteber. À la tête du pouvoir impérial, se trouvait le qaghan et ses proches parents, les shad. Le qaghan était entouré de conseillers, qui portaient des titres tels que tarkhan, tudun ou chor. Ils se partageaient des fonctions militaires, administratives ou diplomatiques. Il y avait aussi des fonctionnaires de rang inférieur, parmi lesquels les textes chinois distinguent 28 classes. Toutes ces charges se transmettaient de manière héréditaire.
La société turque était divisée en deux classes : une aristocratie héréditaire, constituée par les beg, et le peuple (igil qara bodun). Tout homme devenait un guerrier, er, après une initiation consistant en un exploit accompli lors d'une bataille ou d'une chasse. Il recevait alors son er aty, c'est-à-dire son nom d'homme ou de héros. Son idéal était de mourir au combat. Sa situation variait cependant beaucoup selon qu'il appartenait à l'aristocratie ou au peuple.
L'économie turque reposait sur l'élevage, la chasse et la guerre. Les razzias, effectuées en principe à partir de la pleine Lune, étaient un moyen d'acquérir du bétail, surtout des chevaux, qui constituait la principale richesse. Les beg s'approvisionnaient également en objets précieux et en esclaves. Si l'on était pauvre, c'était parce que l'on ne s'était pas assez bien battu. Les gens du peuple dépourvus de bétail étaient placés dans des quartiers d'hiver ou des établissements sédentaires (balïq), où ils pratiquaient un peu d'agriculture. Ils cultivaient surtout du millet, qui était entreposé dans des fortins (qurgan). S'ils voulaient rester nomades, ils devaient compter sur l'aide de relations riches. Les er dépourvus de moyens devenaient toujours dépendant des beg, en tant que gardes du corps ou que serviteurs.
On dispose de quelques représentations de guerrier turcs, visibles par exemple au musée d'histoire d'Oulan-Bator. Les hommes partageaient leurs chevelures en de nombreuses tresses qui descendaient sur leur dos. Cette coiffure existe encore chez les Ouïgours, mais plutôt chez les femmes. Ils portaient des bottes, des pantalons et des vestes longues semblables à celles des autres peuples, y compris sédentaires, de l'Asie centrale de cette époque. Une épée était accrochée à leur ceinture.
Pour faire des contrats, les Turcs faisaient des entailles sur des plaquettes de bois. Ils payaient les impôts en donnant des animaux domestiques. On les comptait en entaillant un bâton, puis on y mettait un cachet de cire avec un fer de lance.

### Mœurs et coutumes
On connaît les coutumes turques essentiellement grâce à des textes chinois rassemblés dans des annales dynastiques. Les annales des Wei du Nord ont l'intérêt d'avoir été rédigées vers 550, avant même la fondation de l'empire turc. Nombre de ces textes ont été traduits en 1864 par Stanislas Julien (« Documents historiques sur les Tou-kioue (Turcs) extraits du Pien-i-tien », Journal Asiatique).
Les mariages s'effectuaient sans complication : si un homme tombait amoureux d'une jeune fille, il envoyait quelqu'un auprès de ses parents pour demander sa main et, généralement, sa demande était acceptée. Une femme noble ne pouvait pas se lier avec un homme de condition inférieure.
La justice était rendue de la manière suivante. Les gens qui s'étaient rendus coupables d'homicide, de viol d'une femme mariée ou de révolte étaient condamnés à mort. En revanche, celui qui avait violé une jeune fille était puni de la façon suivante : il devait payer une forte amende et épouser immédiatement sa victime. Un individu qui avait causé une simple blessure, par exemple dans une bagarre, payait une amende proportionnée au dommage occasionné. Les coupables de vol devaient payer dix fois la valeur des animaux ou des objets volés.
Les hommes aimaient jouer aux osselets, occupation qui existe toujours chez les nomades de l'Asie centrale. Les femmes préféraient jouer à la balle. Les Turcs buvaient du qumis (lait de jument fermenté), et quand ils étaient suffisamment ivres (référence nécessaire), ils se lançaient dans des chants alternés : quelqu'un improvisait une chanson et une autre personne devait lui répondre de la même manière.
La terre[tente ?] du qan (le roi, avant la formation de l'empire turc) s'ouvrait à l'est par respect pour le soleil levant (référence nécessaire). Cette orientation diffère de celle des tentes mongoles, qui s'ouvrent toutes au sud. L'intronisation comprenait les rites suivants. De grands officiers mettaient le roi nouvellement nommé sur une litière de feutre et lui faisaient faire neuf tours devant ses sujets, qui le saluaient chaque fois. Ils le plaçaient ensuite sur un cheval et lui serraient le cou avec une bande de soie, mais sans aller jusqu'à l'étrangler. Ils lui demandaient alors combien d'années il resterait roi. Le qan prononçait quelques paroles incompréhensibles, que l'on interprétait pour connaître la longueur de son règne. Une coutume très similaire est aussi attestée chez les Khazars pour nommer leur khâqân.
On ne sait pas si elle avait subsisté à l'époque impériale. Sur la stèle de Köl Tegin, il est écrit : « Tängri ayant saisi par le sommet de la tête mon père le qaghan Ilterish et ma mère la qatun El Bilgä, il les éleva en haut ». Le turcologue Jean-Paul Roux y voit le témoignage d'une cérémonie de sacre qui consistait à placer le souverain sur un tapis de feutre et à les élever vers le ciel. On reconnaît la première partie de la cérémonie décrite ci-dessus où le roi est mis sur une litière de feutre.
Quand un homme mourait, ses parents tuaient chacun un mouton ou un cheval et plaçaient la victime devant la tente du défunt. Ils faisaient ensuite sept fois le tour de cette tente, montés sur un cheval, et en poussant des cris de douleur. Chaque fois qu'ils passaient devant la porte, ils se tailladaient le visage avec un couteau. Les enterrements n'étaient effectués qu'à deux périodes de l'année : à l'automne, quand les feuilles tombaient, et au printemps, quand les bourgeons s'ouvraient et que les plantes étaient en fleurs. On creusait alors une fosse et l'on y mettait le mort. Près de la tombe, on disposait des statuettes de pierres en nombre proportionné au nombre d'ennemis que le défunt avait tués. Les parents offraient des sacrifices, couraient à cheval et se tailladaient le visage comme la première fois. L'archéologie a montré que les guerriers étaient enterrés en armes, avec leurs chevaux sellés. Les veuves se remariaient pour rester dans la famille de leur époux. Les fils épousaient les femmes de leur père, sauf bien sûr leur propre mère ; les frères cadets prenaient les femmes de leurs aînés (c'est le lévirat).

## Empereurs (khağan)
Les dates de règnes sont données principalement d'après D. Sinor et S. G. Klyashtorny, « The Türk Empire », History of Civilizations of Central Asia, Vol. III, The Crossroads of Civilizations: A.D. 250 to 750, Paris, UNESCO Publishing, 1996. Le livre de René Grousset, L'empire des steppes, Payot, 1965, est également utilisé. Les noms des souverains sont d'abord donnés sous leur forme chinoise (en pinyin), puis sous leur forme turque quand elle est connue.
Premier empire Göktürk :
- Tumen (Bumin Khan) 534-552 (On ne comprend pas pourquoi les Chinois ont remplacé le b turc par un t).

Turcs orientaux :
| Nom turc        | Nom chinois                                                                                                   | Règne     | Remarque                                  |
| --------------- | --- | --------- | ----------------------------------------- |
| Mugan (𐰢𐰆𐰴𐰣𐰴𐰍𐰣) | 木杆可汗, mùgān kèhán                                                                                         | 553 – 572 | Fils de Bumin.                            |
| Taspar (en)     | Tuobo | 572 – 581 | Fils de Bumin et frère de Mugan.          |
| Amrak (en)      | | 581 – 582 | Fils de Taspar.                           |
| Ishbara (en)    | | 581 – 587 | Fils d'Issik et petit-fils de Bumin.      |
| Bagha (en)      | Chuluohu | 587 – 588 | Fils d'Issik et frère d'Ishbara.          |
| Tulan (en)      | Nom de règne : 都兰可汗 / 都蘭可汗, dōulán kěhàn Nom personnel : 阿史那雍虞闾 / 阿史那雍虞閭, āshǐnà yōngyúlǘ | 588 – 599 | Fils d'Ishbara.                           |
| Yami (en)       | Tuli | 603 – 609 | Fils d'Ishbara et frère de Tulan.         |
| Shibi (en)      | 始毕可汗 / 始畢可汗, shǐbì kěhàn                                                                              | 611 – 619 | Fils de Yami.                             |
| Chuluo (en)     | 处罗 / 處羅, chùluo kěhàn                                                                                     | 619 – 621 | Fils de Yami et frère de Shibi.           |
| Illig (en)      | Nom de règne : 頡利可汗, xiélì kěhàn Nom personnel : 阿史那咄苾, āshǐnà duōbì                                 | 620 – 630 | Fils de Yami et frère de Shibi et Chuluo. |

Turcs occidentaux (divisés à partir de 630 en deux groupes issue de cinq lignée aristocratiques, les Nushibi et les Dulu) :
- Shidiemi (Istämi yabghu, connu sous le nom de Silziboulos par les Byzantins) 553-575 (date de fin de règne d'après Grousset, en tout cas avant 576)
- Datou (Tardu yabghu) 575-603 (autoproclamé qaghan entre 582 et 584)
- Daluobian (Apa qaghan) 585-587
- Nili 587-604?
- Chuluo (opposant à Shigui installé en Chine en 611)
- Shigui avant 611-618 (d'après Grousset)
- Tong yabghu 619-630 (assassiné)
- Dulu 638-651 (qan des Dulu, a essayé de réunir les deux groupes de tribus)
- Helu 651-657 (qan des Dulu, a imposé son autorité aux Nushibi)
- Ashina Mishe 657-662 (imposé par les Chinois aux Dulu)
- Ashina Buzhen 659-665 (imposé par les Chinois aux Nushibi)

Les noms turcs des souverains du second empire sont tous connus :
- Ilterish qaghan (ou El Terish, Guduolu en chinois, d'après le turc Qutlugh) 682-691
- Qapaghan qaghan (ou Qapghan, Mochuo en chinois, aussi appelé Bäk Tchor dans les anciens livres français) 691-716
- Bögü qaghan 716
- Bilgä qaghan (Mojilian en chinois) 716-734 (assassiné, a gouverné avec son frère Köl Tegin 716-731)
- Izhan qaghan (Yiran en chinois) 734-739
- Tängri qaghan 740-741
- Özmish qaghan 741-744 (usurpateur)